# Tourmaline (militante)
Pour les articles homonymes, voir Tourmaline (homonymie).
Tourmaline, née Reina Gossett le 20 juillet 1983, est une militante, cinéaste et écrivaine basée à New York City, également artiste en résidence au Centre Barnard de recherche sur les femmes (en). C'est une femme trans homosexuelle. Tourmaline est particulièrement connue pour son travail dans les domaines du militantisme pour les personnes transgenres et de la justice économique, grâce à son travail sur le projet de droit Sylvia Rivera, Critical Resistance et Queers for Economic Justice.

## Jeunesse
Tourmaline grandit dans une famille féministe du Massachusetts. Sa mère est une meneuse syndicale et son père est instructeur d'autodéfense et militant anti carcéral. Son frère, Che Gossett (en), est un chercheur étudiant le militantisme contre le SIDA et la criminalisation du VIH. 
Tourmaline et Che fréquentent une école élémentaire bilingue de Roxbury où « les enseignant·e·s étaient abusifs », puis dans des écoles de banlieue où les enfants de la famille sont « passés de la pauvreté à la fréquentation d'une école avec des personnes fortunées, que fréquentent par exemple les enfants de Mitt Romney ». 
Tourmaline déménage à New York pour étudier à l'université en 2002 et y vit après cela.

## Formation
Tourmaline étudie à l'Université Columbia. Elle obtient un diplôme en études ethniques comparatives. Pendant son séjour à Columbia, elle siège au conseil du président sur les affaires étudiantes, un groupe qui souhaite conseiller le président sur la problématique des membres du corps professoral  intimidant les étudiants et les étudiantes juives et pro-israéliennes pendant le scandale MEALAC. Elle est également associée du chapelain et membre de l'association Students Promoting Empowerment and Knowledge (les étudiants et étudiantes pour le savoir et l'encapacitation). Elle donne aussi des cours d'écriture créative à Rikers Island, New York. 

## Activisme
Tourmaline travaille dans diverses organisations s'impliquant dans l'activisme transgenre, la justice économique et l'abolition des prisons. Elle est coordinatrice de Queers for Economic Justice. Elle est directrice des membres de Sylvia Rivera Law Project Elle donne également des conférences sur les problématiques des personnes transgenres à GLAAD. 
Parallèlement à Critical Resistance, Tourmaline organise une campagne auprès des LGBTGNC à faible revenu, empêchant le département des services pénitentiaires de New York de construire une prison de 375 millions de dollars dans le Bronx. Tourmaline réalise des travaux sur l'abolition des prisons à travers une série de vidéos intitulée No One is Disposable: Everyday Practices of Prison Abolition, avec Dean Spade. 
Tourmaline est présente dans le film Brave Spaces: Perspectives on Faith and LGBT Justice (2015), produit par Marc Smolowitz et présenté comme un événement de l'association HRC (Campagne des droits humains). 
En janvier 2016, Tourmaline a publiquement soutenu une manifestation contre la réception A Wider Bridge lors de la conférence Creating Change du National LGBTQ Task Force à Chicago, qui honore les membres de la direction du Jerusalem Open House (en), le centre LGBTQ de Jérusalem. La manifestation, qui est devenue violente, a été qualifiée d'antisémite par des opposants et opposantes, bien qu'un service religieux pour le shabbat ai été proposé et coorganisé par le groupe Jewish Voice for Peace.
En 2017, elle publie le livre Trap Door: Trans Cultural Production and the Politics of Visibility avec Eric A. Stanley et Johanna Burton. Le livre fait partie d'une série intitulée Critical Anthologies in Art and Culture par MIT Press.

## Les films
Tourmaline a réalisé de nombreux films sur l'activisme trans. STAR People Are Beautiful People (2009), coproduit avec Sasha Wortzel (en), documente la vie et le travail de Sylvia Rivera et de STAR (Street Transvestite Action Revolutionaries). Elle produit également avec Wortzel, Happy Birthday, Marsha!, qui explore la vie de la militante Marsha P. Johnson. Les femmes transsexuelles ont joué tous les rôles principaux dans le film et les activistes queer et trans ont fait du bénévolat lors de l'événement,. 
En octobre 2017, Tourmaline affirme que le cinéaste David France (en) a plagié sa demande de subvention à la Fondation Arcus (en) afin de créer le documentaire La mort et la vie de Marsha P. Johnson qui est diffusé sur Netflix le 6 octobre 2017. Tourmaline et sa collaboratrice Sasha Wortzel demandaient une subvention d’aide financière pour la sortie de leur court métrage, Happy Birthday, Marsha. Cette affirmation a été soutenue par la militante trans Janet Mock. David France nie l'accusation de plagiat. Des enquêtes indépendantes ouvertes à la fois par Jezebel et The Advocate ont exonéré David France et conclu que les allégations de Gossett à son encontre étaient sans fondement. Le débat a soulevé des questions sur l'appropriation culturelle, sur l'identité de l'archiviste et sur ce qui constitue une idée créative originale.

## Honneurs
- Finaliste du Prix Queer Art 2017[15].
- Membre honoraire de la Fondation communautaire Stonewall 2009
- Bourse George Soros pour la promotion de la justice
- Happy Birthday, Marsha! (en) a été reconnu par le cinéaste Ira Sachs et s'est vu attribuer une bourse avec le programme Queer / Art / Mentorship de Sach pour l'année scolaire 2012-2013.